# Đặng Phong
Đặng Phong (4 tháng 11 năm 1937 – 20 tháng 8 năm 2010) là một nhà sử học kinh tế Việt Nam. Ông lần lượt tốt nghiệp Đại học Hà Nội vào năm 1960 rồi sau đó là Đại học Kinh tế quốc dân Hà Nội vào 4 năm sau. Không chỉ từng làm Trưởng phòng Lịch sử Kinh tế, Viện Kinh tế Việt Nam, Phó Tổng Biên tập Tạp chí Thị trường & Giá cả, ông còn là giảng viên thỉnh giảng của nhiều trường đại học ngoài lãnh thổ Việt Nam. Đặng Phong được gọi là "cuốn từ điển sống" về kinh tế Việt Nam với hơn 40 năm nghiên cứu lịch sử kinh tế Việt và là tác giả của hơn 30 công trình, đặc biệt là về thời kỳ bao cấp, kinh tế Việt Nam thời hậu tái thống nhất cũng như những cuộc "phá rào" nhằm thoát khỏi ràng buộc của thời đó và giai đoạn đầu của thời kỳ Đổi Mới.

## Thiếu thời
Sinh ngày 4 tháng 11 năm 1937 tại Hà Tây, Đặng Phong tốt nghiệp ngành lịch sử của Đại học Hà Nội vào năm 1960 rồi sau đó là khoa Kế hoạch, Đại học Kinh tế quốc dân Hà Nội vào 4 năm sau.

## Sự nghiệp
Đặng Phong làm việc tại Viện Kinh tế Việt Nam với công việc biên khảo lịch sử kinh tế, Chủ nhiệm chương trình "65 năm kinh tế Việt Nam 1945 – 2010", Chủ nhiệm các đề tài cấp bộ Biên niên kinh tế Việt Nam, 2008-2009, Từ đổi mới đến tư duy kinh tế, 2005–2006, Những mũi đột phá trong Kinh tế Việt Nam, 2003–2004; ủy viên Hội đồng Khoa học, Trưởng phòng Lịch sử Kinh tế. Ông còn từng là Phó Tổng Biên tập Tạp chí Thị trường & Giá cả trong những năm 1983–1995, cộng tác viên của Trung tâm Khoa học Quốc gia Pháp (CNRS), Chủ tịch Tiểu ban Kinh tế Euro – Viet III, Amsterdam vào năm 1997, chuyên gia tư vấn cho Viện Hàn lâm Khoa học Cuba. Năm 1991, Đặng Phong tốt nghiệp khóa đào tạo nâng cao, Học viện Kinh tế Địa Trung Hải, Montpellier, Pháp.

### Nghiên cứu lịch sử kinh tế
Trong quãng thời gian hoàn thành cuốn Kinh tế thời nguyên thủy ở Việt Nam, vợ của Đặng Phong phải bán vỏ lon sữa lấy tiền mua các vật phẩm như vải kaki, champagne, sô cô la, sau đó ông mang các món này vào miền Nam bán lấy tiền sinh hoạt. Sau năm 1975, Đặng Phong vào miền Nam và ngạc nhiên vì thấy kho tàng tư liệu về kinh tế miền Nam mà chính phủ Sài Gòn để lại vẫn còn nguyên vẹn, chẳng hạn như các tài liệu của Vũ Quốc Thúc đồng soạn thảo cùng luật sư David E. Lilienthal nhằm đề ra kế hoạch phát triển kinh tế miền Nam Việt Nam thời hậu chiến. Đặng Phong bắt đầu sử dụng kho tư liệu đó để khảo cứu lịch sử kinh tế Việt Nam.
Đặng Phong được cho là một người viết sử không mấy tiếng tăm mãi đến khi bộ sách Lịch sử kinh tế Việt Nam, xuất bản lần đầu năm 2000, ra đời. Cây bút Y Trang của báo Lao Động cho rằng nguyên nhân là vì Đặng Phong theo con đường lịch sử kinh tế Việt Nam mà lĩnh vực này thì không được coi trọng. Đặng Phong nghiên cứu nhiều về quá trình đổi mới tại Việt Nam, chuyển từ kinh tế tập trung quan liêu bao cấp sang kinh tế thị trường.
Nhận thấy độc giả Việt Nam muốn biết thêm về khía cạnh tư duy kinh tế, ông ra mắt cuốn Tư duy Kinh tế Việt Nam vào năm 2008. Vốn đã có lợi thế là một "người trong cuộc" của hệ thống tư duy kinh tế VN những năm 1975–1989, Đặng Phong còn khai thác được các tài liệu quan trọng từ cấp trung ương. Sau đó, ông hệ thống hóa những diễn biến trong tư duy kinh tế thời kỳ đó trong cuốn sách này. Đối với Đặng Phong, "tư duy kinh tế quyết định chính sách kinh tế. Rất nhiều thăng trầm của VN là lệ thuộc vào tư duy kinh tế." Ông chia sẻ, khó khăn lớn nhất trong quá trình biên soạn là thiếu tư liệu vì "các văn kiện chính thức của Đảng và Nhà nước thì nói rất chung chung và lại hay nói nước đôi", "một văn kiện hàng trăm trang chỉ có một vài câu nói ra một ý tưởng mới". Ông cũng tự nhận xét rằng có thể nhiều bạn đọc sẽ trách ông vì đã trích dẫn nhiều ý kiến, bài viết về người khác (ông gọi là "người mở đường") và không viết mấy về quan điểm của chính mình. Sau khi sách ra mắt, trên bài bình cho báo Lao Động, Y Trang gọi Đặng Phong là một nhà viết sử "sống động và khá là đương đại".
Với hơn 40 năm nghiên cứu, Đặng Phong được báo chí gọi là "cuốn từ điển sống về kinh tế Việt Nam". Nhận xét chung về các công trình nghiên cứu của Đặng Phong, Trần Phương gọi đó là thành quả của một người có "tác phong khoa học nghiêm túc", "dày công đào bới đến ngọn nguồn của các sự kiện nhằm tái hiện lịch sử một cách trung thực nhất" còn chính khách Nguyễn Gia Kiểng thấy tài liệu phong phú, "kèm theo những nhận định chính xác và sắc bén".. Để viết nên được các tập sách đó, Đặng Phong sưu tầm được nhiều tài liệu, đồng thời tiếp cận được với các chính khách cấp cao của nhà nước như Võ Văn Kiệt, Trần Phương, Nguyễn Văn Chính, Đoàn Duy Thành, Nguyễn Văn Trân, Hoàng Tùng. Giáo sư Tiến sĩ kinh tế Nguyễn Thị Hiền (thành viên Ban Nghiên cứu cũ của Thủ tướng Chính phủ) nhận xét Đặng Phong là "người có tư duy giàu tính văn học và khả năng tổng hợp rất sắc sảo".

### Nghiên cứu lịch sử
Trong buổi giới thiệu cuốn sách Histoire de Hanoi của nhà sử học Pháp Philippe Papin, Đặng Phong nảy ra ý tưởng cho một bài khảo cứu ngắn, sau được đăng trên một tạp chí chuyên ngành. Cũng trong buổi giới thiệu đó, ông cùng một số người khác quyết định chọn một con đường ở Hà Nội, nghiên cứu về mặt không gian lẫn thời gian, thế là cuốn Chuyện Thăng Long – Hà Nội qua một đường phố ra đời, lấy đề tài chính là đường Lê Duẩn. Đặng Phong cũng bày tỏ ý định muốn cuốn sách trở thành một công trình kỷ niệm 1000 năm Thăng Long Hà Nội (sau đã trở thành sự thật). Bàn về lịch sử Hà Nội nói chung, ông cho rằng đây là "một vấn đề mênh mông, có bao nhiêu cuốn sách có lẽ cũng không nói hết được". Trong bài đánh giá viết cho báo Tuổi Trẻ Online, cây bút Thu Hà nhận xét là "sự điềm đạm, thâm trầm" quen thuộc trong văn phong nghiên cứu và giọng bình sử của Đặng Phong vẫn hiện diện song theo một cách "nhẹ nhàng hơn, tung tẩy hơn" trong quyển sách này.

### Giảng dạy
Bên cạnh công việc nghiên cứu, Đặng Phong giảng dạy ở trường Đại học Kinh doanh và Công nghệ Hà Nội với vị trí Chủ nhiệm khoa Kinh tế, và làm giảng viên thỉnh giảng tại Viện nghiên cứu Chủ nghĩa xã hội, Bắc Kinh, Đại học Aix-en-Provence (2007), Đại học Cambridge (2005), Đại học Quốc gia Monterey Bay, California (1997), Đại học Macquarie, Sydney (1996, 2000), Đại học Quốc gia Australia (ANU) (1994), Đại học Irvine California (1994), Đại học Paris 7 (1991, 1992, 1993).
Tuy hay được báo chí Việt Nam gọi là giáo sư nhưng Đặng Phong giải thích rằng mình "chưa bao giờ được nhà nước Việt Nam phong học hàm Giáo sư và cũng chưa bao giờ xin được phong Giáo sư".

## Gia đình và qua đời
Anh trai của Đặng Phong tên là Đặng Vũ còn con gái của Đặng Phong tên là Đặng Lê Chi.
Sau một thời gian bệnh nặng, Đặng Phong qua đời vào ngày 20 tháng 8 năm 2010. Sau đó một thời gian, buổi ra mắt sách Chuyện Thăng Long – Hà Nội qua một đường phố được tổ chức vào tháng 12 năm 2010 để tưởng niệm 100 ngày mất của ông. Trước khi mất, ông từng ấp ủ mong muốn được viết một bộ sách về lịch sử kinh tế cũng như lịch sử tư tưởng kinh tế của Việt Nam cùng với các nhà sử học kinh tế khác.

## Di sản
Một năm sau ngày mất, Quỹ văn hóa Phan Châu Trinh, Nhà xuất bản Tri Thức phối hợp với Trung tâm Nghiên cứu kinh tế và chính sách (VEPR) tổ chức một tọa đàm tưởng nhớ Đặng Phong, thông qua đó khẳng định rằng ảnh hưởng của Đặng Phong còn lan tỏa sâu đậm đến các thế hệ nghiên cứu và trí thức tiếp bước ông, nhờ các đóng góp của ông cho lĩnh vực lịch sử kinh tế Việt Nam cùng cá tính mạnh mẽ, phong cách và quan điểm sống khoáng đạt, tự do.

## Tác phẩm
Với hơn 40 năm nghiên cứu, một số công trình nghiên cứu của Đặng Phong đã được xuất bản dưới dạng sách in, số khác vẫn còn được lưu giữ.
- Kinh tế thời nguyên thủy ở Việt Nam. NXB Khoa học Xã hội, xuất bản 1970 OCLC 23575125
- 21 năm viện trợ Mỹ ở Việt Nam. NXB Thông Tin, xuất bản 1991 OCLC 24008889
- Thị trường và giá cả Việt Nam từ thế kỷ XIX đến nay: Đề tài nghiên cứu khoa học cấp bộ. Viện Nghiên cứu Khoa học thị trường và giá cả, xuất bản 1992 OCLC 41626719
- Authority relations and economic decision-making in Vietnam: an historical perspective (tiếng Anh, đồng tác giả với Melanie Bresford). Copenhagen: Nordic Institute of Asian Studies, xuất bản 1998 OCLC 39950059
- Economic Transition in Vietnam: Aid and Trade in the Demise of a Centrally Planned Economy (tiếng Anh, đồng tác giả với Melanie Bresford). Cheltenham, Liên hiệp Anh và Northampton MA, Mỹ: NXB Edward Elgar, 2000 OCLC 263616259
- Lịch sử kinh tế Việt Nam 1945–2000, tập 1 1945–1954. Hà Nội: NXB Khoa học Xã hội, 2002 OCLC 51487572
- Lịch sử Ngân hàng Ngoại thương Việt Nam 1963–2003, xuất bản 2003
- So sánh đổi mới kinh tế Việt Nam và cải cách kinh tế Trung Quốc (nhiều tác giả), xuất bản 2003[3]
- Kinh tế miền Nam thời kỳ 1955–1975. Hà Nội: NXB Khoa học Xã hội, 2004 OCLC 646258688
- Lịch sử kinh tế Việt Nam 1945–2000, tập 2: 1955–1975. Hà Nội: NXB Khoa học Xã hội, 2005 OCLC 51487572
- Lịch sử kinh tế Việt Nam 1945–2000, tập 3. 1975–2000
- Những bước đột phá của An Giang trên con đường đổi mới kinh tế (đồng tác giả với Đỗ Hoài Nam), 2006 OCLC 214082245
- 30 năm Vietcombank thành phố Hồ Chí Minh, 1976-2006. Hà Nội: NXB Chính trị Quốc gia Sự thật), 2006
- Long An – mũi đột phá vào kinh tế thị trường Lưu trữ ngày 11 tháng 5 năm 2021 tại Wayback Machine (đồng tác giả với Đỗ Hoài Nam), NXB Khoa học Xã hội, 2007 OCLC 226211412
- Lịch sử Ngân hàng đầu tư và phát triển Việt Nam, 1957-2012: sơ thảo. Hà Nội: NXB Chính trị Quốc gia Sự thật), 2007
- Tư duy Kinh tế Việt Nam – Chặng đường gian nan và ngoạn mục 1975–1989, NXB Tri thức, 2008 OCLC 1029736819
- 5 đường mòn Hồ Chí Minh, NXB Tri thức, 2008 OCLC 940949364
- Tư duy kinh tế Việt Nam 1975–1989 – Nhật ký thời bao cấp, NXB Tri thức, 2009 OCLC 464762405
- "Phá rào" trong kinh tế vào đêm trước Đổi mới, NXB Tri thức, 2009 OCLC 661069809
- Những mũi đột phá trong kinh tế: thời trước Đổi Mới (đồng tác giả với Đỗ Hoài Nam). Hà Nội: NXB Khoa học Xã hội, 2009 OCLC 500802897
- Chuyện Thăng Long – Hà Nội qua một đường phố, NXB Tri thức, 2010[15][16]
- Biên niên các sự kiện kinh tế Việt Nam, 1975-2008 (đồng tác giả với Trần Đình Thiên). Hà Nội: NXB Khoa học Xã hội, 2012
- Vietnam: Le moment moderniste (tiếng Pháp, nhiều tác giả). Aix-en-Provence: Presses universitaires de Provence, 2017. OCLC 1031979300